# معاهدات مارس
معاهدات مارس (بالروسية: Мартовские статьи) (بالأوكرانية: Березневі статті) مجموعة من الاتفاقيات والمعاهدات التي أبرمت بين روسيا القيصرية وهتمانات القوزاق. أجريت المعاهدات في مارس 1654.